# Freilichtbühne Mülheim an der Ruhr

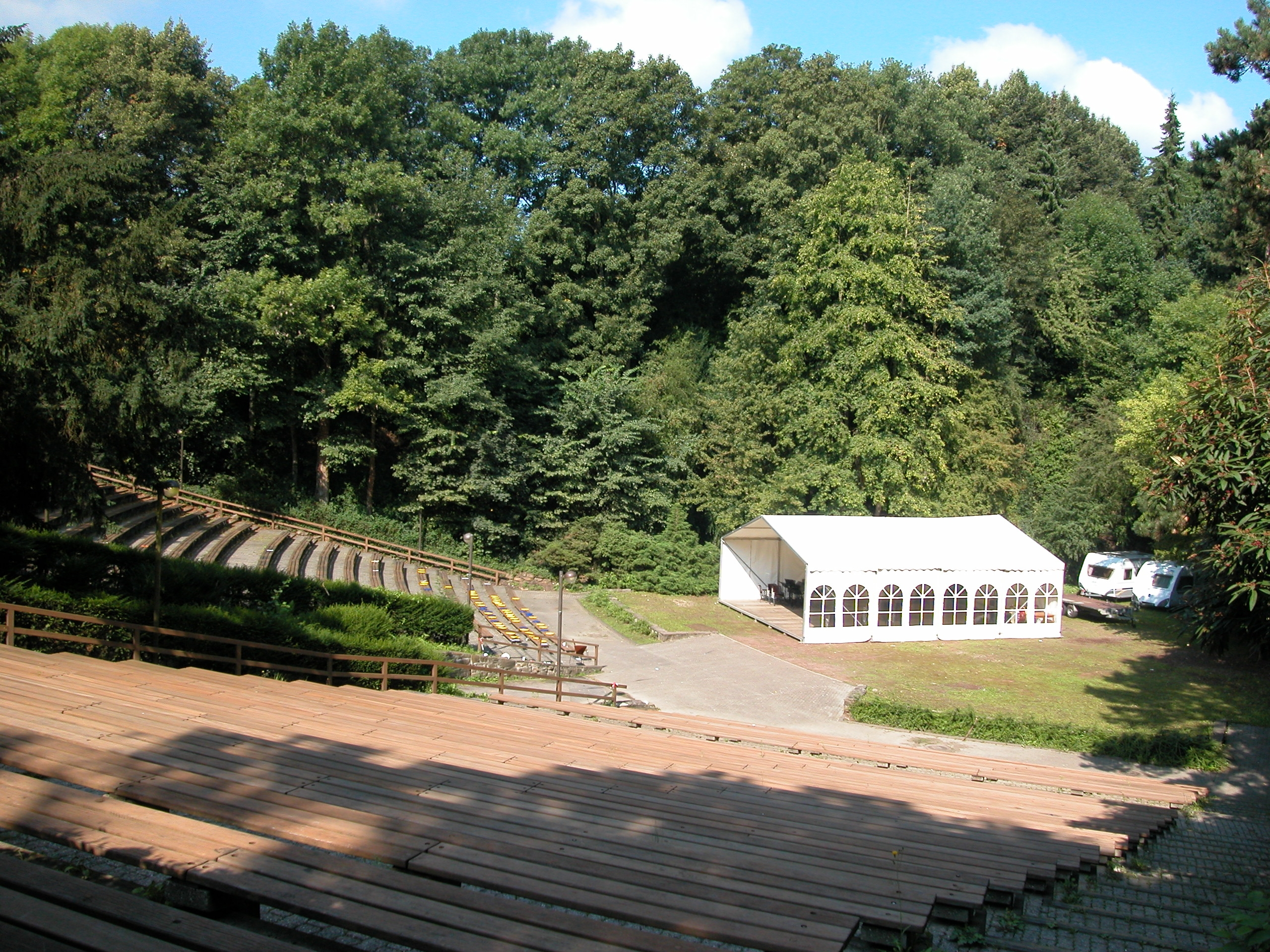
Freilichtbühne Mülheim an der Ruhr

Logo der Freilichtbühne

Die Freilichtbühne Mülheim an der Ruhr ist ein seit 1936 bestehendes Freilichttheater in Mülheim an der Ruhr.
Die Anlage zählt mit 2.000 Sitzplätzen zu den größten Naturbühnen Deutschlands und ist die bedeutendste ihrer Art in der Rhein-Ruhr-Region.

## Lage
Die Freilichtbühne liegt nur wenige hundert Meter südlich des Kirchenhügels. Direkt neben dem Altstadtfriedhof öffnet sich das Zuschauerrund in einem ehemaligen Steinbruch. Die Bühne ist eingebettet in einen stadtnahen Park, der außerhalb der Veranstaltungszeiten frei zugänglich ist.

## Geschichte
Anfang der 1930er Jahre suchte Gartenamtsdirektor Fritz Keßler nach einer Möglichkeit, das Areal des ehemaligen Döringschen Steinbruchs vor dem Schicksal zu bewahren, eine Deponie für Bauschutt und Hausmüll zu werden. Keßler hatte eine Grünanlage im Sinn, für die jedoch die städtischen Haushaltsmittel – auch Mülheim litt unter der Weltwirtschaftskrise – nicht ausreichten. Als Arbeitsbeschaffungsmaßnahme konnte dieses Projekt schließlich mit Hilfe des Freiwilligen Arbeitsdienstes kostengünstig durchgeführt werden: Statt ursprünglich 29.800 Reichsmark musste die Stadt Mülheim nur noch 14.100 RM aufbringen. Mitte Mai 1933 lief die staatliche Förderung aus, die Anlagen blieben halbfertig. Auf Drängen von Keßler wurden zumindest die Wege noch fertiggestellt – durch städtische Fürsorgeempfänger, die dafür einen Zuschlag zu ihrer monatlichen Unterstützung erhielten.
Noch im gleichen Jahr wurden die Arbeiten an den Grünanlagen – erweitert um den Bau einer Freilichtbühne – durch den Reichsarbeitsdienst fortgesetzt. Die Friedrich Wilhelms-Hütte spendete 400 Sack Zement, die RWW legte eine Wasserleitung und die Schreinerei des Gartenamtes half bei den Holzarbeiten und stellte darüber hinaus mit Oberinspektor Erich Schulzke den Chefplaner. Drei Jahre später konnte die Grünanlage der Öffentlichkeit übergeben werden: Am 28. Juni 1936 – einem sommerlichen Sonntagabend – wurde mit Shakespeares Sommernachtstraum die Freilichtbühne feierlich eingeweiht. Die Nachfrage nach Karten für die knapp 3000 Plätze war gewaltig, eine Wiederholung am darauffolgenden Abend wurde angesetzt.
Der 1939 beginnende Krieg beendete vorerst die Veranstaltungen und hinterließ seine Spuren. Ein in den Fels geschlagener Bunker diente den Anwohnern als Zuflucht und dem Evangelischen Krankenhaus als Lazarett. Die hölzernen Sitzbänke der Bühne wurden von der notleidenden Bevölkerung abgebrochen und als Brennmaterial verheizt. Nach Kriegsende konnten die Schäden schließlich nach und nach beseitigt werden. Auf die Wiedereröffnung am 30. Juni 1954 mit Bizets Oper Carmen folgte in den Jahren 1954 bis 1965 ein umfangreiches Programm mit insgesamt 56 Opern-, Operetten- und Schauspielaufführungen. Dann wurde es still um die Freilichtbühne. Im Sommer 1971, als zum ersten und einzigen Mal Karl-May-Festspiele in Mülheim stattfanden, erlebte die Anlage an der Dimbeck mit dem Geheimnis der Bonanza noch einmal eine Renaissance, um dann erneut in einen langen Dornröschenschlaf zu fallen.

## Aktuelles Programm

Logo von Regler Produktion

Nach langen Programm- und Nutzungsdiskussionen im Jahr 2000 zwischen dem neugegründeten Verein der Freunde der Europa-Freilichtbühne Mülheim, der Stadt und den anderen kulturellen Einrichtungen hatte man entschieden, dass die Freilichtbühne eine Spielstätte für Jung und Alt mit vielfältigen Veranstaltungsausrichtungen werden sollte. Die Bandbreite sollte über Pop, Jazz und Klassik bis hin zu Theater und Comedy reichen.
Im Jahr 2003 stieß der Verein Regler Produktion hinzu und zeigt sich seitdem für zahlreiche Veranstaltungen auf der kleinen Bühne verantwortlich.
Im Jahr 2006 wurde das Areal durch Verbesserung der Infrastruktur (feste Gastronomie-Einrichtung, Verbesserung der kleinen Bühne durch Sponsoren etc.) vor dem Saisonstart aufgewertet. Neben den Veranstaltungen auf der großen Bühne (Oldie-Night, Irish Folk Festival) wurde durch Veranstaltungen im Rahmen der Fußball-Weltmeisterschaft ein wesentlich größeres Publikum mit Erfolg angesprochen.
2007 intensivierte die Regler Produktion die Arbeit mit der Twistzentrale, welche die Idee einbrachte, die Veranstaltungen auf der kleinen Bühne umfangreicher, jeden Mittwoch, akustisch und eintrittsfrei zu gestalten. So entstanden 21 Termine sowie 4 Zusatztermine nach diesem Prinzip auf der kleinen Bühne mit dem Namen Sunset Folks. Die Realisierung wurde durch ca. 12 ehrenamtliche Mitarbeiter möglich, stammend aus der Twistzentrale und der Regler Produktion. Die kleinen Gewinne, die durch Gastronomie sowie Sponsoring erzielt wurden, flossen ausschließlich in Optimierung von Bühne, Licht und sonstigem Equipment. Die Bands bekamen ihre Gage durch freiwillige Spenden des Publikums.
Das Jahr 2008 war ein Durchbruch für die Veranstaltungsreihe Sunset Folks. Vor Saisonstart gab es eine erneute Optimierung des Areals (Bühne, umfangreiche Erdbewegung, Cocktail- und Infostand). In diesem Jahr wurden ca. 10.000 Besucher durch Sunset Folks und andere Veranstaltungen der Regler Produktion erreicht. Darüber hinaus arbeitete die Regler Produktion an Veranstaltungen des Vereines Freunde der Freilichtbühne mit. Aus finanziellen Gründen war eine Bespielung der großen Bühne in diesem Jahr nicht möglich.
Im Jahr 2009 wurde der Name des Hauptbetreibers der Freilichtbühne von Verein der Freunde der Europa-Freilichtbühne in Mülheim an der Ruhr e. V. in Freunde der Freilichtbühne Mülheim an der Ruhr e. V. geändert.
Seit dem Jahr 2010 führt der mittlerweile gemeinnützige Verein Regler Produktion das Konzept „Kultur aus dem Hut“ in der Freilichtbühne in Eigenregie fort. Es wurden weitere Veranstaltungsmarken geschaffen und die Zusammenarbeit mit anderen kulturell tätigen Vereinen und Einrichtungen ausgebaut.
Seit 2012 gehört der Verein Regler Produktion zusammen mit dem Mülheimer Kulturbetrieb, dem Theater an der Ruhr, dem Ringlokschuppen und dem  Amt für Kinder, Jugend und Schule zur Veranstaltergemeinschaft des Mülheimer Ruhrsommers.